# Phalaenopsis taenialis
Phalaenopsis taenialis är en orkidéart som först beskrevs av John Lindley, och fick sitt nu gällande namn av Eric Alston Christenson och Udai Chandra Pradhan. Phalaenopsis taenialis ingår i släktet Phalaenopsis och familjen orkidéer. Inga underarter finns listade i Catalogue of Life.

## Bildgalleri

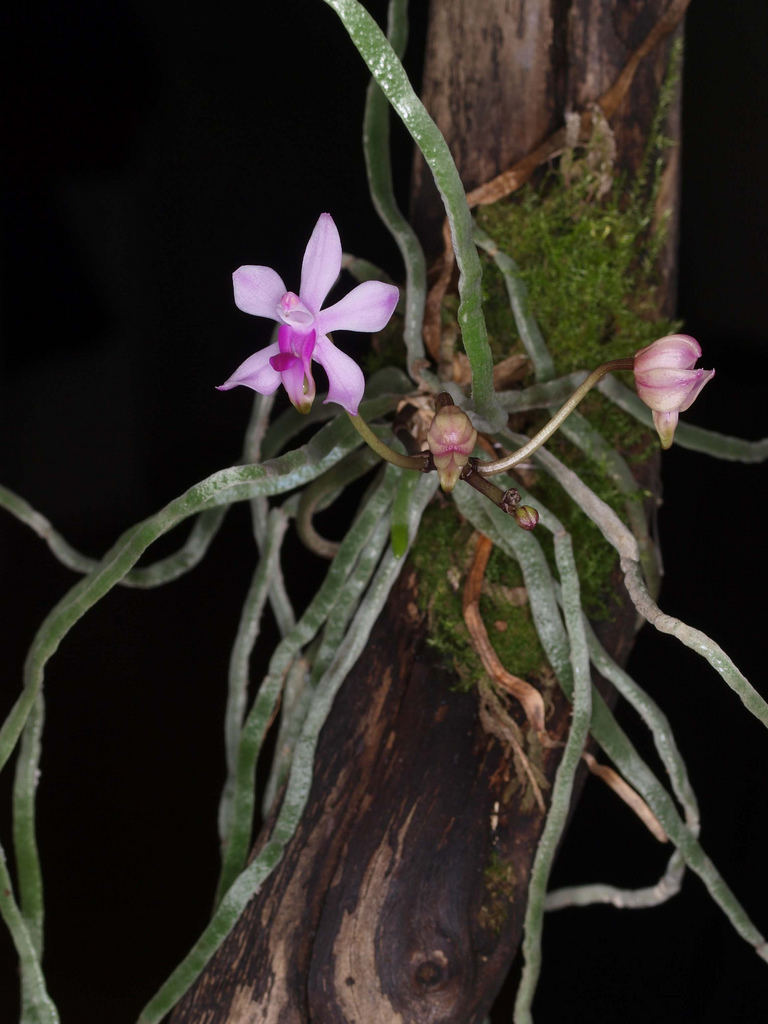
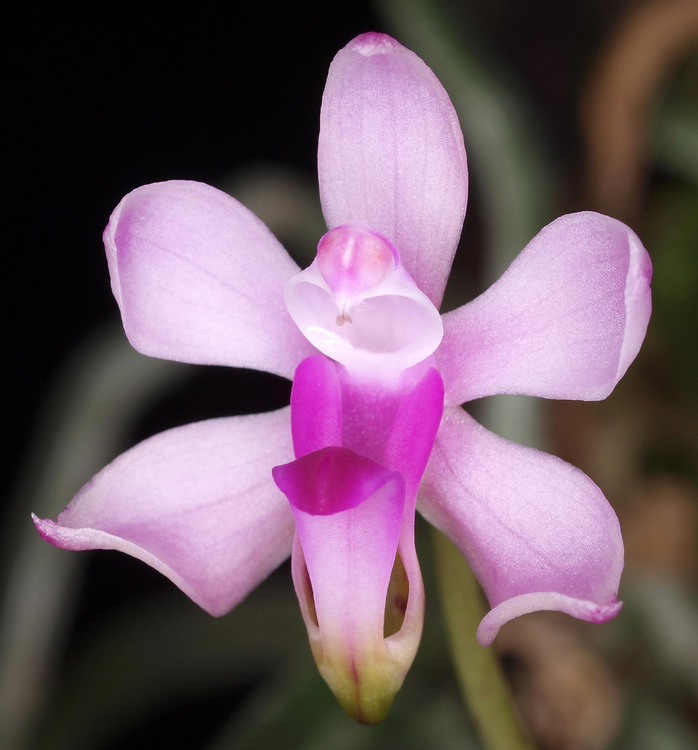
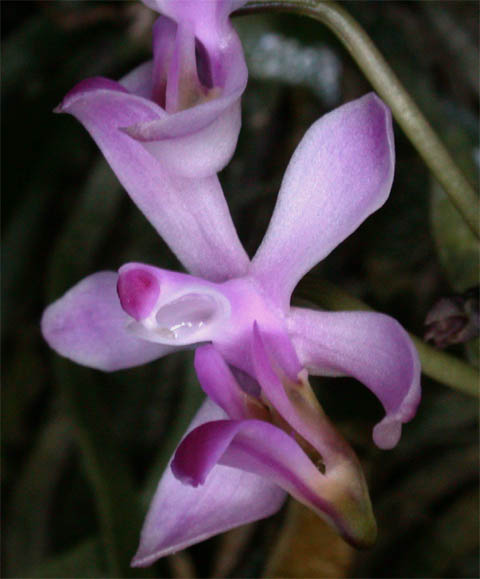
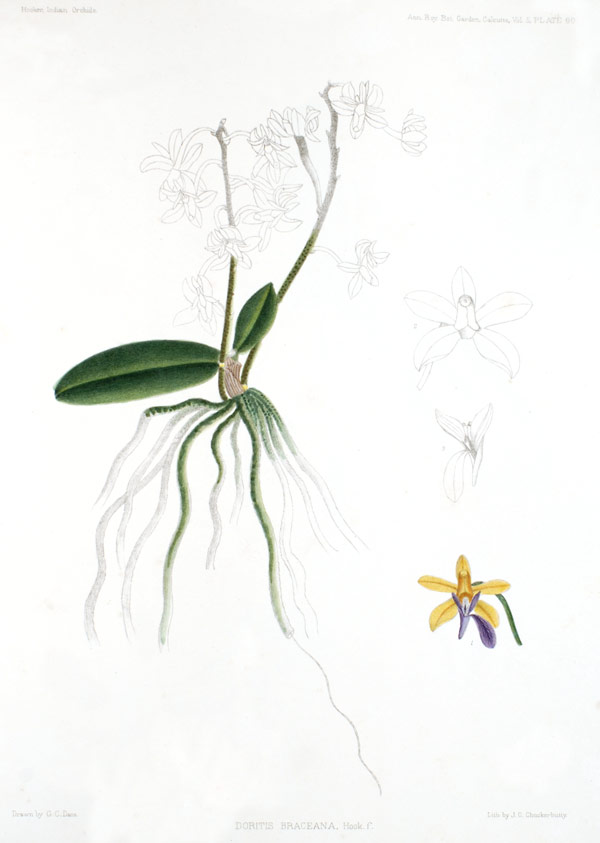
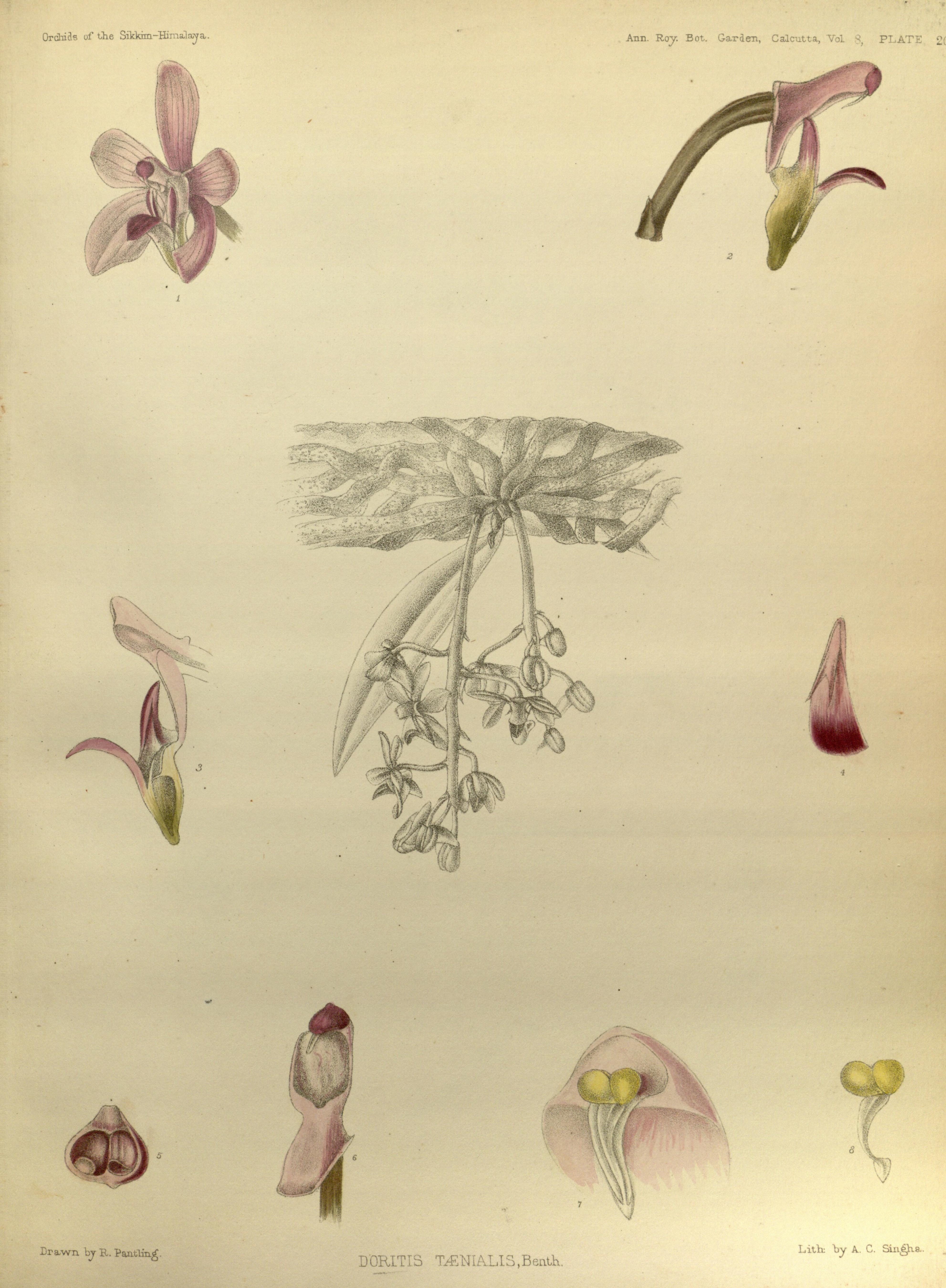
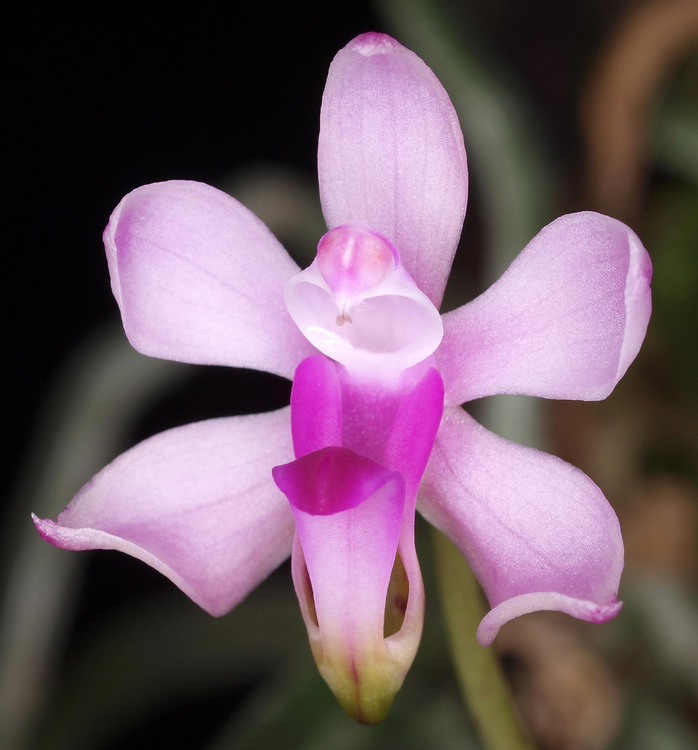